# Кудрявцев, Игорь Николаевич
Игорь Николаевич Кудрявцев (род. 23 декабря 1944) — русский советский поэт.

## Биография
Игорь Кудрявцев родился в городе Сокол Вологодской области. Затем семья переехала в станицу Кущёвскую Краснодарского края.
В 1962 году окончил Ростовский техникум сельскохозяйственного машиностроения, в 1985 — Высшие литературные курсы при Литературном институте имени Горького. Работал на заводе «Ростсельмаш» слесарем-сборщиком, состоял в заводском литобъединении. Служил в рядах Советской Армии.
Затем с 1967 по 1975 год работал в лаборатории Госнадзора за стандартами и измерительной техникой.
В 1977 году был принят в ряды КПСС. В настоящее время живёт в Ростове-на-Дону, руководитель пресс-службы министерства сельского хозяйства Ростовской области. Возглавляет литературное объединение молодых поэтов Ростовской области «Дон», первым руководителем которого была известная донская поэтесса Елена Нестерова.

## Творчество
Первые стихи Кудрявцева были опубликованы в 1959 году в газете «Ростсельмашевец». Печатался в журналах «Москва», «Молодая гвардия», «Огонёк», «Смена», «Дон», центральных и областных газетах, коллективных сборниках. Из своих «литературных учителей» выделяет известного ростовского поэта Александра Рогачёва (впоследствии редактор первого сборника) и Евгения Долматовского. Первая книга стихов «Ранняя тропа» вышла в Ростове-на-Дону в 1978 году. За неё он был удостоен премий Союза писателей СССР, ЦК ВЛКСМ, Госкомиздата СССР и первого Всесоюзного конкурса молодых поэтов и в 1979 году принят в Союз писателей СССР. Затем вышли восемь книг его стихов в ростовских и московских издательствах и несколько документально-исторических изданий. Тематика стихотворений Игоря Кудрявцева достаточно широка. Это философская, любовная лирика, стихотворения на актуальные общественно-политические и исторические темы, о природе и людях донского края. Из произведений Кудрявцева наибольшую известность получило стихотворение «Дуэль»:
Раздался выстрел на опушке, 
Заставив вздрогнуть чёрный лес… 
Лишь на мгновенье умер Пушкин, 
И лишь мгновенье жил Дантес. 

## Награды и премии
Лауреат премий Союза писателей СССР, ЦК ВЛКСМ, Госкомиздата СССР и первого Всесоюзного конкурса молодых поэтов.

## Книги
- Ранняя тропа: Стихи. — Ростов-на-Дону: Ростовское книжное издательство, 1978. — (Первое слово). — Тираж 6000 экз.
- Слышу поступь дня: Стихотворения и поэма. — М.: Современник, 1981. — (Первая книга в столице). — Тираж 10000 экз.
- На стыках земных: Стихи, поэма. — Ростов-на-Дону: Ростовское книжное издательство, 1985. — (Донская поэзия). — Тираж 5000 экз.
- Уклад. — Ростов-на-Дону: Ростовское книжное издательство, 1989. — Тираж 1000 экз. — ISBN 5-7509-1263-9
- Мгновенье сладкого ожога. — Ростов-на-Дону: «Литера-Д», 1992. — Тираж 1000 экз. — ISBN 5-7509-0443-1
- Я люблю тебя тысячу лет… : Избранное . Сихи. Поэма / Игорь Кудрявцев [в авт. ред.]. — Ростов-на-Дону: АКРА, 2004. — 223 с. — Тираж 1000 экз. — ISBN 5-98213-003-6
- Поэзия прозы.